# NBA Live 2005
NBA Live 2005 é um jogo eletrônico parte da série de jogos NBA Live que foi desenvolvido pela EA Sports e publicado pela Electronic Arts e lançado em 28 de Setembro de 2004.